# Vanilla Beans IV
Albums de Vanilla Beans
Vanilla Beans III
(7 novembre 2012) Vanilla Beans V
(3 février 2016)
Singles
1. Muscat Slope Love
Sortie : 8 mai 2013
2. Please Me, Darling
Sortie : 16 octobre 2013
3. Watashi... Fukō Guse
Sortie : 23 avril 2014
4. Cup no Fuchico Official Song: Kitto Ii Fuchico (Fuchi) / (...)
Sortie : 18 juin 2014
5. Uchōten Girl
Sortie : 11 novembre 2014

Vanilla Beans Ⅳ (バニラビーンズ Ⅳ, dit en anglais : « Vanilla Beans Four » ; officiellement écrit en occidental sur la couverture de l'album) est le quatrième album studio du duo féminin japonais Vanilla Beans sorti en 2015.

## Détails de l'album
L'album sort le 3 février 2015 en édition régulière (CD seulement) et limitée (CD avec DVD en supplément). Cet album est le premier du groupe d’idoles en plus de deux ans après son précédent Vanilla Beans III. Bien qu'il s'agit du sixième album depuis les débuts du groupe (comptant une compilation et un EP), il est son quatrième album studio et son troisième et dernier à sortir sur le label T-Palette Records avant de signer en août 2015 chez le label avex trax.
Il atteint la 50e place du classement hebdomadaire des ventes de l'Oricon à partir du 11 février 2015.
Ses détails et la date de sortie sont révélés le 18 décembre 2014 au cours d’un concert au Ebisu Liquid Room à Tokyo. La liste des titres, les couvertures ainsi que la photo de promotion de cet opus sont dévoilées au même moment.
Le CD contient au total 13 titres, dont les singles déjà publiés auparavant : Muscat Slope Love, Please Me Darling, Watashi... Fukō Guse et  Cup no Fuchico Official Song : Kitto Ii Basho (Fuchi) (et non sa chanson co-face A Zettai Panty Line), ainsi que le plus récent single Uchōten Girl. De plus, la chanson Uchōten Girl figure notamment sous sa version originale et celle de la publicité pour la marque de système de paiement standard mobile Osaifu-Keitai sur laquelle les membres du groupe sont apparues. Le DVD de l’édition limitée contient quant à lui une vidéo du concert tenu le 18 décembre.
Cet album contient une reprise du titre Funny Little Frog de l'œuvre Belle et Sébastien, interprété par les membres en anglais.
Le thème de l’album est « l’intérieur du cœur secret d’une fille ».  Mélangeant le style des Vanilla Beans avec des notes inspirées de Motown et celles de la musique des années 1960, cet album regroupe plusieurs contributions de musiciens tels que Saori Matsukura et Tomotaka Osumi.

## Formation
- Rena
- Lisa

## Liste des titres
| 1.  | Booby Boy Near Pin Girl (ブービーボーイ・ニアピンガール)                                               |                                                                    |      |
| 2.  | Mada yo Boyfriend (まだよボーイフレンド)                                                               |                                                                    |      |
| 3.  | Muscat Slope Love (マスカット・スロープ・ラブ)                                                         | 8e single                                                          | 3:30 |
| 4.  | Vogel wo Vu~indo (フォーゲル オ ヴィンド)                                                              |                                                                    |      |
| 5.  | Tasogare Highball (黄昏ハイボール)                                                                     |                                                                    |      |
| 6.  | Watashi... Fukō Guse (ワタシ…不幸グセ)                                                                 | 10e single                                                         | 3:48 |
| 7.  | Ai no Sei (愛のせい)                                                                                   |                                                                    |      |
| 8.  | Please Me, Darling (プリーズミー・ダーリン)                                                            | 9e single                                                          | 3:10 |
| 9.  | Happy Day!!                                                                                            |                                                                    | 3:56 |
| 10. | Cup no Fuchico Official Song: Kitto Ii Basho (Fuchi) (コップのフチ子公式ソング きっといい場所（フチ）) | co-face A 11e single ; chanson officielle de Cup no Fuchico        | 3:34 |
| 11. | Uchōten Girl (有頂天ガール)                                                                            | 12e single                                                         | 4:37 |
| 12. | Funny Little Frog                                                                                      | reprise de la chanson de Belle et Sébastien                        | 3:13 |
| 13. | Uchōten Girl (Osaifu Keitai Ver) (有頂天ガール (おさいふケータイ Ver))                                 | 12e single réenregistré pour un spot publicitaire de Osaifu-Keitai |      |

| 1. | Vanilla Beans One-man Live @ Ebisu Liquid Room Live Video (バニラビーンズワンマンライブ ＠恵比寿リキッドルーム ライブ映像) |  |